# Armin Schibler
Armin Schibler (Kreuzlingen am Bodensee, 20 novembre 1920 - Zurich, 7 septembre 1986) est un compositeur suisse.

## Biographie
Élève du "lycée" (Gymnasium en allemand) de la ville d’Aarau, il entreprend des études musicales auprès de Walter Frey et Paul Müller-Zürich à Zurich. De 1942 à 1945, il est l’élève de Willy Burkhard, avant de se rendre en Angleterre pour parfaire sa formation. Il rencontre Benjamin Britten et Michael Tippett notamment. Il étudie également auprès de Wolfgang Fortner, Ernst Křenek, René Leibowitz et Theodor W. Adorno. Dès 1944, il est professeur de musique au "lycée" littéraire de Zurich.

## Œuvre
Auteur d'opéras, de chœurs d'œuvre orchestrales, de musique de chambre et de lieder, ses œuvres se caractérisent par une allure concertante et une prédilection pour le contrepoint. Il utilise aussi le langage sériel.
- Le Rosier espagnol, opéra composé d'après l'œuvre de Werner Bergengruen
- Concerto pour piano